# Jastrzębiec IV
Jastrzębiec IV – polski herb szlachecki, odmiana herbu Jastrzębiec.

## Opis herbu

### Opis historyczny
Juliusz Karol Ostrowski blazonuje herb następująco:

W polu błękitnem — w środku złotej podkowy ocelami do góry — krzyż kawalerski złoty. Nad hełmem w koronie jastrząb z dzwonkiem u lewej nogi i pierścieniem w dziobie.

### Opis współczesny
Opis skonstruowany współcześnie brzmi następująco:
Na tarczy w polu błękitnym podkowa złota na opak, z krzyżem kawalerskim w środku.
W klejnocie – nad hełmem w koronie – jastrząb zrywający się do lotu w barwach naturalnych, z pierścieniem w dziobie.
Labry herbowe błękitne, podbite złotem.

## Herbowni
Lista herbownych w artykule sporządzona została na podstawie wiarygodnych źródeł, zwłaszcza klasycznych i współczesnych herbarzy. Należy jednak zwrócić uwagę na częste zjawisko przypisywania rodom szlacheckim niewłaściwych herbów, szczególnie nasilone w czasie legitymacji szlachectwa przed zaborczymi heroldiami, co zostało następnie utrwalone w wydawanych kolejno herbarzach. Identyczność nazwiska nie musi oznaczać przynależności do danego rodu herbowego. Przynależność taką mogą bezspornie ustalić wyłącznie badania genealogiczne.
Pełna lista herbownych nie jest dziś możliwa do odtworzenia, także ze względu na zniszczenie i zaginięcie wielu akt i dokumentów w czasie II wojny światowej (m.in. w czasie powstania warszawskiego w 1944 spłonęło ponad 90% zasobu Archiwum Głównego w Warszawie, gdzie przechowywana była większość dokumentów staropolskich). Lista nazwisk znajdująca się w artykule pochodzi z Herbarza polskiego, Tadeusza Gajla (5 nazwisk). Występowanie na liście nazwiska nie musi oznaczać, że konkretna rodzina pieczętowała się herbem Jastrzębiec IV. Często te same nazwiska są własnością wielu rodzin reprezentujących wszystkie stany dawnej Rzeczypospolitej, tj. chłopów, mieszczan, szlachtę. Jest to dotychczas najpełniejsza lista herbownych, uzupełniana ciągle przez autora przy kolejnych wydaniach Herbarza. Tadeusz Gajl wymienia następujące nazwiska uprawnionych do używania herbu Jastrzębiec IV:
|  | Kierski, Konopnicki, Leszczyński, Zielonka, Zielonko Tadeusz Gajl, Herbarz Polski |